# 法比安哈佐
法比安哈佐，是匈牙利索博尔奇-索特马尔-贝拉格州所辖的一个村。总面积27.35平方公里，总人口1706，人口密度62.4人/平方公里（2011年1月1日）。